# Серебряная улица (Тбилиси)
Серебряная улица (груз. ვერცხლის ქუჩა; Верцхли) — улица в Тбилиси, в историческом районе Старый город, от улицы Котэ Абхази до улицы Пушкина.

## История
Вела через Старый город (Кала) к Дигомским воротам крепостной стены старого города.
В 1841 году была названа в честь генерала Павла Цицианова, в 1843 году была переименована в Серебряную — в этом районе располагались лавки ювелиров (работали, в частности, знаменитые тифлисские ювелиры братья Фома и Амвросий Джикия) — улица была частью «Срединного базара» (Шуабазари, ныне — улица Котэ Абхази), рядом был монетный двор (в помещении Царской бани царя Ростома).
Сохранила своё название до настоящего времени.

## Достопримечательности

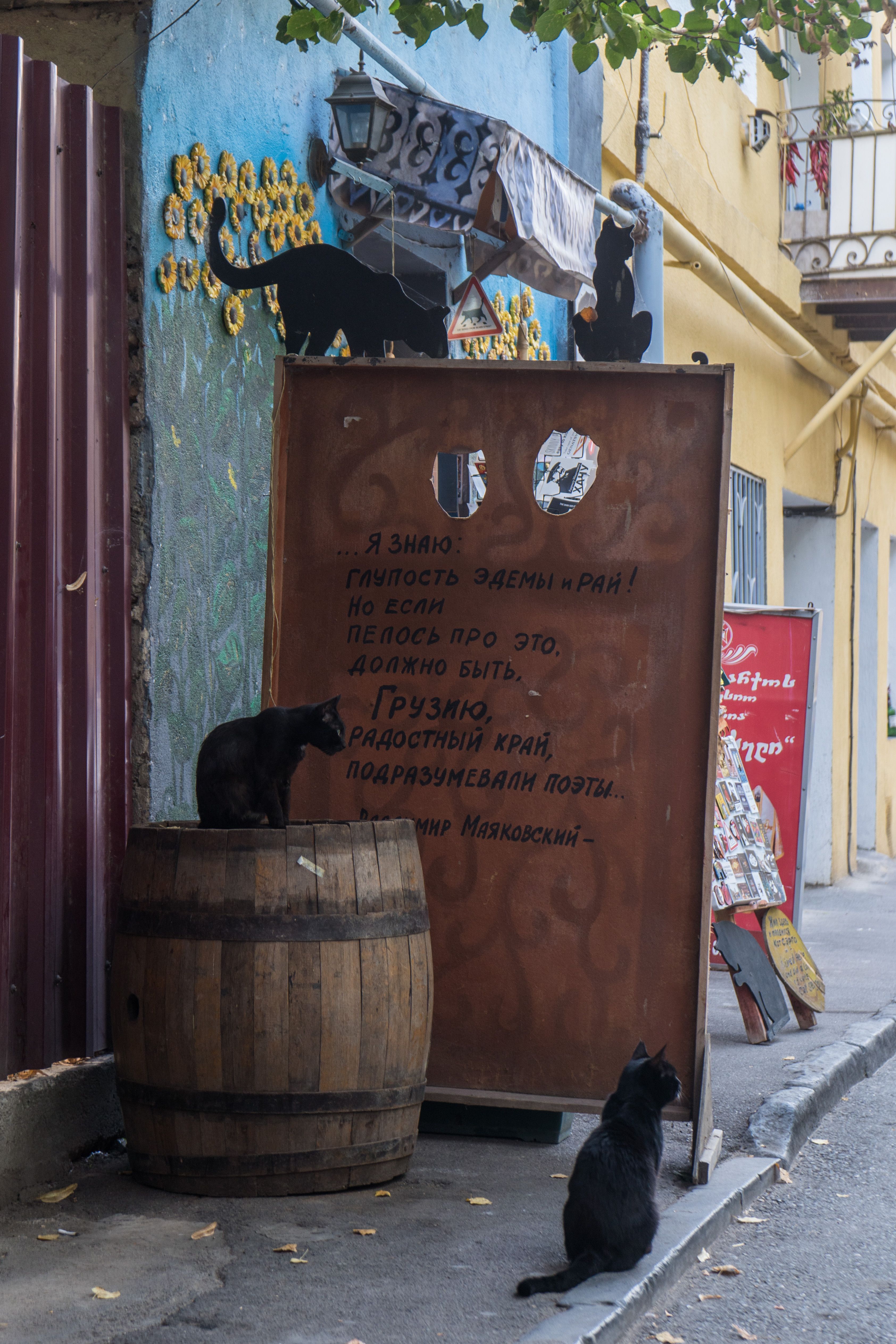

Армянская церковь Сурб-Ншан (1701, в настоящее время в руинах)
д. 56 — жилой дом 1860 года постройки, интересен тремя своими архитектурно разными фасадами